# Luger
Luger (P08) ali Parabellum je polavtomatska pištola, ki jo je razvil in patentiral Avstrijec Georg Luger. Je najznamenitejša pištola nemškega vojaka iz obeh svetovnih vojn.
Luger je bila prva pištola, ki je uporabljala tako vojaško, kot civilno dandanes najbolj razširjen pištolski naboj 9x19 Parabellum in je en izmed najbolj zaželenih kosov zbirateljskega orožja.

## Razvoj
Kolenarica Luger je uporabljala kolenasti zaklep, ki ga je prvotno zasnoval Hugo Borchardt za pištolo C93 (prva komercialno uspešna polavtomatska pištola) na strelivo 7,65x25. Georg Luger je skrajšal kolenasti zaklep in tulec naboja (z 25 na 21 mm), kar je znatno povečalo praktičnost te pištole. Njegova konstrukcija se je hitro uveljavila tako na vojaškem kot tudi civilnem trgu. Leta 1900 je tovarna DWM svoji novi pištoli dodelila blagovno znamko Parabellum, kar v latinščini pomeni za vojno.

## Uporabniki in različice

### Švica
Za uvedbo Lugerja se je najprej odločila vojska nevtralne Švice, ki je med letoma 1900 in 1906 nabavila dobrih 5.000 kosov modela 1900 v kalibru 7,65 mm Parabellum. Od leta 1906 je bil v oborožitvi tudi izboljšan M1906, s proizvodnjo katerega so leta 1917 pričeli tudi v domačem Bernu (Waffenfabrik Bern). Od leta 1929 so proizvajali tudi poenostavljeni model 06/29. Po uvedbi 9 mm pištole SIG 49 leta 1949 se Lugerjev še niso znebili in so jih uporabljali še naprej, v sedemdeseta leta.

### Bolgarija
Za nakup Lugerjev M1900 (7,65 mm) se je leta 1902 ali 1903 odločila tudi Kraljevina Bolgarija, in sicer za 200 kosov. Po tem se je leta 1908 odločila za ponovni, a znatnejši nakup 1.250 Lugerjev (novi model, 7,65 mm) za častniško rabo, pred prvo balkansko vojno pa za nakup še dodatnih 10.000, tokrat v kalibru 9 mm Parabellum (P08 s posebnim nastavkom za vrvico). Vsi bolgarski Lugerji so na zaklepu označeni z bolgarskim grbom.

### Nemčija
Leta 1904 je prišlo do sprejema Lugerja v Nemško vojno mornarico. Mornariški Luger je imel 15 cm dolgo cev, uporabljal je naboj kalibra 9 mm in imel poseben nastavljivi merek, nastavljiv za razdalje 100 ali 200 metrov. V obdobju 1904-1918 je bilo v nemški tovarni DWM izdelanih okoli 62.000. V kompletu za to različico je bilo poleg toka in drugega pribora še snemljivo kopito, ki je omogočalo natančnejše streljanje.
Nemška vojska se je za sprejem Lugerja kot svoje osnovne pištole odločila 22. avgusta leta 1908 pod oznako P08 (Pistole 1908). P08 je klasična različica te pištole, saj ima (kratko) 10-cm cev, nima samodejne ročajne varovalke za stisk (ta je značilna za prejšnje modele) in je v kalibru 9 mm Parabellum. Cesarske Lugerje sta izdelovali tovarni DWM in Erfurt. Do leta 1919 jih je DWM izdelal 665.000, Erfurt pa 492.000.
Poleg mornariškega in vojaškega modela je bil, tik pred vojno, leta 1913 uveden še artilerijski Luger (Lange Pistole 08 (LP 08)). Od drugih različic se hitro loči po svoji 20 cm dolgi cevi in merku, nameščenem na cevi, ki je nastavljiv do optimističnih 800 m. Prvotno je bil namenjen le (poljskim) topničarjem in letalcem. Uporabljali so ga tudi v utrdbah, kasneje pa so ga v svoje roke dobili tudi mitraljezci in podmorničarji. Artilerijski Luger je imel v kompletu še snemljivo kopito in dodatni 32-strelni polžasti nabojnik, ki je bil uveden komaj leta 1917. Do leta 1918 jih je tovarna DWM izdelala okoli 180.000, okoli 25.000 pa so jih izdelali v Erfurtu leta 1914.
Po koncu prve svetovne vojne je bila proizvodnja Lugerjev za nekaj časa omejena. Stroje in orodje za izdelavo Lugerjev so se iz Erfuta preselili v podjetje Simson, ki je takrat lahko proizvajalo omejeno količino pištol za vojsko in policijo. DWM je dobil dovoljenje za omejeno komercialno proizvodnjo. Poleg dveh glavnih so Lugerje nekoliko slabše kakovosti izdelovala tudi manjša nemška orožarska podjetja, ta predvsem za izvoz. V tem času so prav tako obnavljali starejše Lugerje, to so t. i. Lugerji z dvema letnicama.
Ko so leta 1933 na oblast prišli nacisti se je proizvodnja hitro postavila na noge. Proizvodnjo podjetja Simson je prevzelo podjetje Krieghoff, proizvodnjo DWMja (takratni BKIW) pa je prevzelo podjetje Mauser. Nova proizvajalca sta za potrebe nemške vojske in policije izdelovala izključno Lugerje P08. Od oktobra leta 1935 do konca druge vojne sta Mauser in Krieghoff izdelala preko milijon kosov te pištole, levji delež pripada Mauserju.

### Drugje
Nekaj svojih pištol je Georg Luger v letih pred prvo vojno podaril nekaterim pomembnim Črnogorcem iz vladarske hiše in vojškega vrha. Kljub temu Črna gora Lugerjev v svojo oborožitev ni sprejela in je še naprej uporabljala zanjo značilne Gasserjeve revolverje.
V Avstro-Ogrski so leta 1902 poleg prototipa pištole Roth-Steyr M.7 testirali tudi pištolo Luger. S to pištolo kalibra 7,65 mm niso bili zadovoljni, češ da je preveč zapletena za vojaško rabo.
Med drugo svetovno vojno so v NOBu Lugerje uporabljali tudi slovenski partizani.